# Jüdischer Friedhof (Velká Bukovina)
Koordinaten: 50° 25′ 18,8″ N, 15° 57′ 11″ O

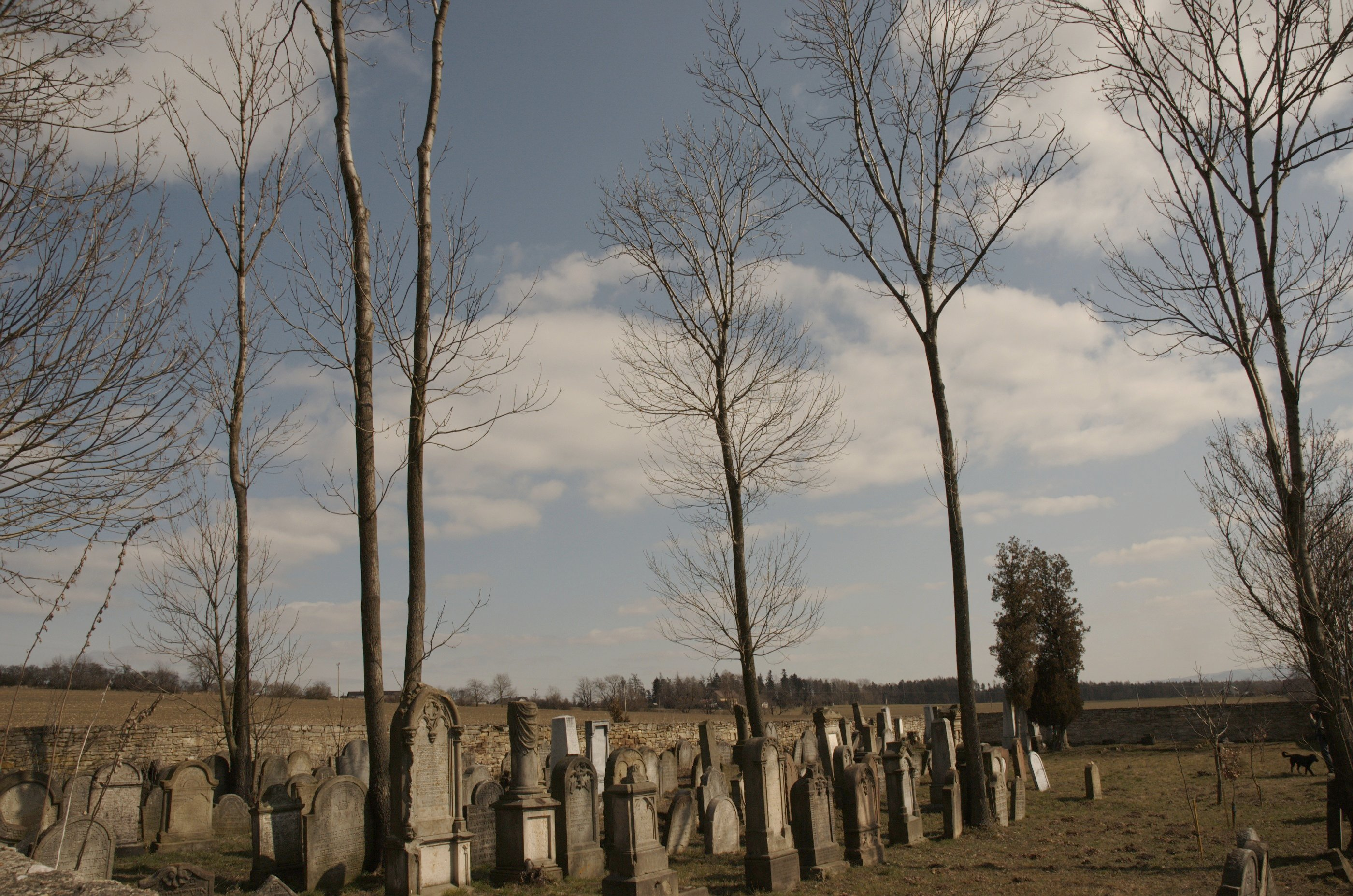
Jüdischer Friedhof in Velká Bukovina

Der Jüdische Friedhof in Velká Bukovina (deutsch Großbok), einem Ortsteil der tschechischen Gemeinde Chvalkovice v Čechách im Okres Náchod, wurde in der ersten Hälfte des 18. Jahrhunderts angelegt. Der jüdische Friedhof nördlich des Dorfes ist ein geschütztes Kulturdenkmal.
Auf dem circa 1100 Quadratmeter großen Friedhof sind noch mehrere hundert Grabsteine vorhanden.